# James Borrego
James Borrego, né le 12 novembre 1977, à Albuquerque au Nouveau-Mexique, est un entraîneur américain de basket-ball.

## Biographie
Né et élevé à Albuquerque, au Nouveau-Mexique, Borrego a mené le lycée d'Albuquerque Academy à deux championnats d'État du Nouveau-Mexique. En 2001, il a obtenu un baccalauréat en anglais et une maîtrise en études de leadership de l'université de San Diego. Il est marié avec Megan et le couple a une fille, Grace et deux fils, Zachary et Nicholas.

### Carrière d'entraîneur
Borrego a commencé sa carrière d’entraîneur à l'Université de San Diego, comme assistant de 2001 à 2003. Pendant son mandat, San Diego a remporté le championnat de la West Coast Conference et a gagné sa place au tournoi NCAA au cours de la saison 2002-2003.
Après son séjour chez les Toreros de San Diego, Borrego a commencé en 2003 sa carrière au niveau professionnel, avec les Spurs de San Antonio, en commençant comme assistant coordonnateur vidéo et a été promu entraîneur adjoint par la suite. Il a passé sept saisons avec les Spurs, faisant partie des deux équipes titrées en 2005 et 2007 avant de quitter l’équipe pour rejoindre Monty Williams, lorsque ce dernier a accepté le poste d’entraîneur-chef des Hornets de la Nouvelle-Orléans de 2010 à 2012.
Par la suite, il a rejoint Jacque Vaughn en tant qu’assistant pour le Magic d'Orlando. Il a repris la tête du Magic lorsque Vaughn a été licencié le 5 février 2015. Le 6 février, il a fait ses débuts comme entraîneur principal contre les Lakers de Los Angeles, remportant le match 103-97 en prolongation. Le 17 février, il est devenu l’entraîneur pour le reste de la saison.
Le 17 juin 2015, il est retourné aux Spurs de San Antonio comme entraîneur adjoint de Gregg Popovich.
Le 10 mai 2018, les Hornets de Charlotte nomment Borrego comme nouvel entraîneur principal, le signant avec un contrat de quatre ans. Borrego devient le premier entraîneur principal latino dans l'histoire de la NBA. 
Le 22 avril 2022, il est licencié par les Hornets à la suite d'une nouvelle élimination lors du play-in tournament.

## Palmarès

### Entraîneur assistant
- 2x Champion NBA en 2005 et 2007

## Statistiques
| Équipe    | Année     | Saison régulière | Saison régulière | Saison régulière | Saison régulière | Saison régulière       | Playoffs | Playoffs  | Playoffs | Playoffs | Playoffs        |
| Équipe    | Année     | Matchs           | Victoires        | Défaites         | %                | Classement             | Matchs   | Victoires | Défaites | %        | Résultat        |
| --------- | --------- | ---------------- | ---------------- | ---------------- | ---------------- | ---------------------- | -------- | --------- | -------- | -------- | --------------- |
| Orlando   | 2014-2015 | 30               | 10               | 20               | 33,3             | 5e en division Sud-Est | -        | -         | -        | -        | Pas de playoffs |
| Charlotte | 2018-2019 | 82               | 39               | 43               | 47,6             | 2e en division Sud-Est | -        | -         | -        | -        | Pas de playoffs |
| Charlotte | 2019-2020 | 65               | 23               | 42               | 35,4             | 4e en division Sud-Est | -        | -         | -        | -        | Pas de playoffs |
| Charlotte | 2020-2021 | 72               | 33               | 39               | 45,8             | 4e en division Sud-Est | -        | -         | -        | -        | Pas de playoffs |
| Charlotte | 2021-2022 | 82               | 43               | 39               | 52,4             | 3e en division Sud-Est | -        | -         | -        | -        | Pas de playoffs |
| Total     | Total     | 331              | 148              | 183              | 44,7             |                        | -        | -         | -        | -        |                 |